# Francisco Sanabria
Francisco Sanabria Barrios (18 de octubre de 1981, Maldonado) es un político y empresario uruguayo, miembro del Partido Colorado hasta inicios de 2017.

## Biografía

### Familia
Su padre fue Wilson Sanabria, senador en tres períodos y hombre de confianza de quien fuera presidente de Uruguay, Julio María Sanguinetti en los períodos 1985 a 1990 y 1995 a 2000.
En el año 2012 se casó con Carolina Serna, cuyo padre Jorge Serna, fue gerente general del Hotel Conrad del Punta del Este.

### Empresario y político
Tras la muerte de su padre, en el año 2015, se encargó del manejo de una serie de empresas como un tambo en José Ignacio, las casas de cambio ubicadas en varios puntos del país llamadas "Cambio Nelson", una rentadora de autos y medios de comunicación de Maldonado. Asimismo, asumió la conducción de la Lista 10 del Partido Colorado en Maldonado, departamento donde además ejercía el cargo de Secretario General del Partido Colorado.
Fue diputado suplente de Germán Cardoso.

### Prófugo de la justicia
En febrero de 2017 se conocieron una serie de irregularidades vinculadas al librado de cheques sin fondo por parte del Cambio Nelson, propiedad de Sanabria. El 23 de febrero se supo que Sanabria huyó a Miami haciendo escala en Buenos Aires, antes que las denuncias en su contra provocaran el pedido de cierre de fronteras, convirtiéndose desde ese momento en un prófugo de la justicia.
En los días posteriores se fueron conociendo otras denuncias y la magnitud de las estafas cometidas en esta empresa de cambios, que recepcionaba ilegalmente depósitos de dinero con altas tasas de interés. Las primeras estimaciones, sitúan la cifra estafada entre los 15 y los 20 millones de dólares. Germán Cardoso declaró que habló con Sanabria antes de que huyera del país, y se presentó ante la justicia a dar su versión de los hechos.
Debido a la magnitud del delito investigado y la posición política de Sanabria, el caso tuvo una gran repercusión a nivel de medios de prensa.

## Procesado por la justicia
Luego de entregarse a la policía en el aeropuerto de Carrasco, Sanabria fue conducido al juzgado y procesado con prisión por el “caso Cambio Nelson”.